# Niagara (film)
Niagara je americký barevný film z roku 1953, natočený pod taktovkou režiséra Henryho Hathawaye. Do hlavních rolí byli obsazeni Marilyn Monroe a Joseph Cotten.